# Замок Бофор (Верхняя Луара)
Бофо́р (фр. Château de Beaufort) — замок во Франции в коммуне Гуде в долине реки Луары. Второй по возрасту замок в бассейне Луары.

### История
Построен около 1200 года на средства семьи Бофор. Имея огромное стратегическое значение, множество раз осаждался, в том числе англичанами во время Столетней войны. В XVI веке достроили множество башен. После Великой французской революции замок называли Гуде. В конце XVIII — начале XIX века здесь проживала мадам Бофор. Современное состояние — руины.